# Damousies
Damousies é uma comuna francesa na região administrativa de Altos da França, no departamento do Norte. Estende-se por uma área de 5 km². Em 2010 a comuna tinha 201 habitantes (densidade: 40,2 hab./km²).